# Demokratische Partei Saimnieks
Die Demokratische Partei Saimnieks (lettisch Demokrātiskās Partijas Saimnieks; DPS) war eine lettische politische Partei. Saimnieks bezeichnete historisch das Oberhaupt eines Bauerngehöfts, bedeutet im übertragenen Sinne aber auch „Herr im Haus“.

## Vorläufer
1992 entstand eine Demokrātiskā Centra partija, die sich als Wiederbelebung der zur Zeit der ersten Unabhängigkeit Lettlands bestehenden Partei Demokrātiskais Centrs verstand. Die kleine Partei konnte bei der Parlamentswahl in Lettland 1993 fünf Sitze im Parlament erringen und nannte sich fortan Latvijas Demokrātiskā partija. Die politische Organisation Saimnieks wurde 1994 von Ziedonis Čevers gegründet. Čevers war zu Sowjetzeiten Führer der kommunistischen Jugendorganisation Komsomol in Riga gewesen, in der Wendezeit mit einer Sicherheitsfirma Millionär geworden und 1991–93 Innenminister von Lettland. Das Projekt konnte finanziell auf einen von Čevers als Innenminister selbst geschaffenen staatlichen Sicherheitsfonds zurückgreifen. Obwohl dies anfangs dementiert wurde, registrierte sich Saimnieks schließlich als politische Partei mit ca. 200 Mitgliedern.

## Demokratische Partei Saimnieks
Am 29. April 1995 wurde auf einem Kongress die Vereinigung der beiden politisch sehr gegensätzlichen Parteien Latvijas Demokrātiskā partija und Saimnieks mit Čevers als Parteichef beschlossen.
Die Partei positionierte sich in der politischen Mitte, wird in der Literatur aber auch als linkspopulistisch oder linksliberal eingestuft. Außenpolitisch setzte man auf eine Annäherung an Russland, um die wirtschaftliche Krise zu überwinden. Rückgriffe auf die Zeit unter Kārlis Ulmanis, Diktator Lettlands von 1934 bis 1940, waren Wahlkampfslogans wie saimnieki savā sētā (deutsch etwa: „Herren auf dem eigenen Hof“) oder die Stilisierung des Parteichefs zum „starken Mann“, der – erst an der Macht – Ordnung in den Staat bringen würde. Die Partei richtete sich insbesondere gegen die Unterwanderung des Staats durch organisierte Kriminalität und Korruption. Wirtschaftspolitisch setzte sie auf Protektionismus gegen westeuropäische Marktkonkurrenz.
Die von Saimnieks eingebrachten finanziellen Ressourcen erlaubten ausgiebige Wählerstudien und einen teuren Wahlkampf für die im Herbst anstehende Parlamentswahl in Lettland 1995. Mit 15,3 % der Wählerstimmen wurde die Partei stärkste Fraktion. Trotzdem konnte sie im Parlament keine eigene Regierung bilden. Saimnieks war stattdessen in den „Regenbogenkoalitionen“ von Andris Šķēle (parteilos, 1995–97) und Guntars Krasts (TB/LNNK, 1997–98) vertreten. Eine widersprüchliche Politik, Nichterfüllung der Wahlversprechen, verschiedene Korruptionsskandale sowie der Austritt aus der Regierungskoalition ein Jahr vor den Neuwahlen werden als Hauptgründe für den folgenden Abstieg der Partei genannt, welche bei der Parlamentswahl 1998 mit 1,7 % der Wählerstimmen an der Fünf-Prozent-Sperrklausel scheiterte.

## Latvijas Demokrātiskā partija
Der 1996 aus der Partei der Volksharmonie (TSP) zur DPS übergetretene Andris Ameriks wurde 1998 Parteichef. Er veranlasste die Streichung des ‚Saimnieks‘ aus dem Namen und eine Rückbesinnung auf das ursprüngliche Parteiprogramm. Ameriks erreichte 2001 einen Sitz im Stadtrat von Riga. Fusionsversuche mit der Lettischen Sozialdemokratischen Arbeiterpartei (LSDSP) scheiterten und 2005 löste sich die Partei auf. Nach mehreren Parteiwechseln war Andris Ameriks von 2010 bis 2018 Vizebürgermeister von Riga.